# Orthodontopsis
Orthodontopsis là một chi rêu thuộc họ Orthodontiaceae.

## Các loài
Chi này có các loài sau (tuy nhiên danh sách này có thể chưa đủ):
- Orthodontopsis bardunovii, Ignatov & B.C. Tan